# Cartheuser Beltz
Ein Cartheuser Beltz, hochdeutsch ein Karthäuser Pelz, war ein Pelzmantel aus Lammfell. Diese Mäntel waren bis in das 18. Jahrhundert verstärkt in Mode, danach nahm die Nachfrage ab. Erwähnung findet er in der Meisterprüfungsordnung der Kürschner von Würzburg.

## Geschichte
In den Festlegungen der Kürschner von Würzburg, zu der Zeit der Regierung des Bischofs Melchior Zobel von Giebelstadt (1544 bis 1558), wurde als schwer zu arbeitendes Meisterstück, auch verbunden mit hohen Kosten für den Meisteranwärter, ein „Cartheuser Beltz mit einem selbst gewachsenen Goller“ aufgeführt. Cartheuser Pelze waren große Pelzmäntel aus „vierzehn hieländischen Lammfellen, acht Ellen weith und zwo Ellen und ein viertheyl lang, die Felle alle geffalten und die noth berimt“. Zu arbeiten waren drei Teile, neben dem Cartheuser Beltz „ein verrückhenen Chorkappen“ (verrückhen = verteilen) und einen Marder „ausslassen“.
Im Jahr 1738 war als Meisterstück zu arbeiten: Ein Cartheuser Pelz, ein Marderpelz, ein Frawen Schieberlein. Um 1782 gab es bemerkenswerte Änderungen. Vor allem der Cartheuser Pelz verursachte zu hohe Kosten und war zudem schwer zu verkaufen, da er längst aus der Mode gekommen war. Jetzt wurde von dem Prüfling verlangt:
1. „Ein Karthauser Tag Belz“ aus 20 Hammelfellen, die zu gerben und zu schneiden waren.
2. Ein Paar Jagdhandschuhe „mit Finger von Marter Klauen mit Bockfell oder Handletter [?]“ im Griff mit Marterschwänzen bebremet.
3. Ein Paar Samthandschuhe mit Hermelin ausgeschlagen und sauber gedupt.
4. Ein Paar Bauern-Brauthandschuhe „mit Bockledernem Überzug, goldgestickten Blumen und vehe ausgeschlagen“ – „alle dieses aus freier Hand ohne Muster schneidern und machen“.
Für die Kürschnergesellen im Würzburger Land gab es eine erhebliche Erleichterung, sie brauchten nur zwei der aufgeführten vier Teile zu arbeiten, die sie sich zudem selbst aussuchen durften.
- In den aufgeführten Quellen ist nicht angegeben, warum der nach den Kartäusermönchen benannte Name[1] gewählt wurde und ob es sich um eine Mantelform handelt, die von beiderlei Geschlecht getragen wurde. Ob er Ärmel aufwies ist ebenfalls nicht gesagt. Eine zeitgenössische Darstellung des offenbar bürgerlichen oder klerikalen Kleidungsstücks, nicht zu den Edelpelzen zählenden Pelzes, scheint nicht zu finden (schon im Mittelalter war Bauern und der niedrigen Geistlichkeit nur der Gebrauch von Schafsfell gestattet.[3] Regensburg verlangte im 15. Jahrhundert einen, wohl ärmellosen, Mönchspelz als Meisterstück, Passau 1547 eine Chorhaube (Mozetta)[1]). Die beriemten, also mit Lederstreifen abgedeckten Nähte, deuten darauf hin, dass, wie bei städtischen Lamm- und Schaffellmänteln üblich, der Cartheuser Pelz als sogenannter Nacktpelz mit der Lederseite nach außen getragen wurde. Auch weisen die „geffalten“ Felle darauf hin, auf der Haarseite der Lammfelle wären die Falten kaum als solche zu erkennen. Das Fälteln aller Felle, außer dem Goller, erklärt auch den recht erheblichen Fellverbrauch. Der Mantel dürfte ein, nach unsere heutigen Maßstäben, hohes Gewicht gehabt haben.

In der Nachfolge biblischer Propheten trugen, neben Mönchen in der Einöde, besonders strenggläubige Mönchsorden, wie die Karmeliten und die Kartäuser, Gewänder aus Fell. Der Goller genannte große Kragen erinnert im Zusammenhang mit der Bezeichnung Cartheuser für den Pelz vielleicht an manche Mönchstracht, wobei jedoch gerade der Habit der Kartäuser eine Kapuze und keinen Kragen aufweist (als Goller wurde auch ein im 16. Jahrhundert aufgekommenes enges Jäckchen bezeichnet.). Die Namensgebung „Cartheuser Beltz“ scheint also unklar.

## In der Literatur

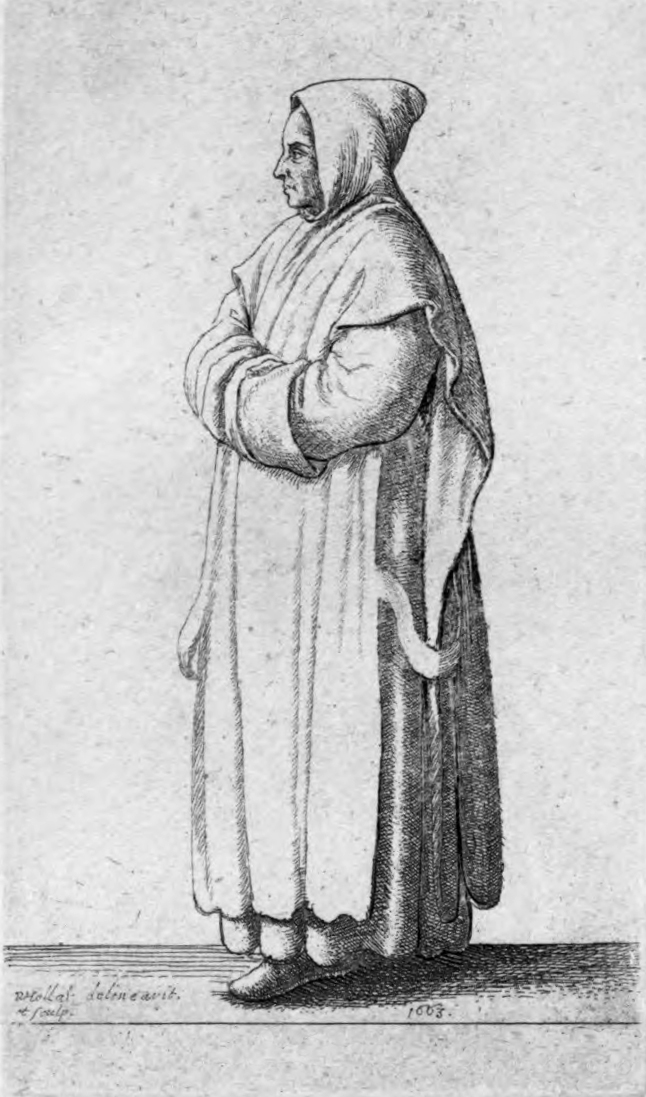
Kartäuser Mönch im textilen Habit (1743)

In der Satire „Der Flohäz“ des Johann Fischart aus dem Jahr 1873 finden die pelzwarmen Kartäuser Mönche Erwähnung, „bei denen keine Wandlaus noch kein Floh nicht bleibt“ (ähnlich auch 1882 bei Martin Opitz „Buch von der deutschen Poeterei“):
So bin ich gantz vnd gar bedacht
Wann jr diß alls nicht habt vollbracht
Hinein ins kalte Lappen Land
Da sehr die kaelt ist ewer Feind,
Wiewol die Beltz da wolfeil seind.
Ja ich will euch verbannen rund
Zů dem Hoellischen Kettenhund
Das Cerberi Feurrote haut
Sey ewer Acker den jhr bawt,
Dann der kan ewer Fegfeür sein
Vnd ewer plag vnd groeste pein.
Oder jhr mueßt zůn Haeringsspeisern
Zůn Eyerschweisern, oepffelpfeisern
Vnd zů den ewig Freytagspreisern
Zů den Beltzwarmen Moenchs Cartheusern
Dann bey daen, wie Cardanus schreibt
Kein Wandslauß noch kein Floh nit bleibt.
Dann weil sy kein fleisch speisen thůt
Schmackt euch nit jr fischschmackend Blůt.